# Áurea Baptista
Áurea Baptista (Porto Alegre, 07 de maio de 1965) é uma atriz brasileira, que construiu sua carreira no teatro, cinema e televisão do Rio Grande do Sul .

## Biografia
Em 2003, recebeu o Prêmio Tibicuera como melhor atriz de espetáculos infantis do teatro gaúcho, por seu desempenho em "A história do príncipe que nasceu azul". Em 2009, foi premiada como melhor atriz coadjuvante no Prêmio Histórias curtas, pelo curta "Sem sinal" . No cinema, sua atuação mais destacada foi como a mãe do protagonista de Os famosos e os duendes da morte, longa-metragem de Esmir Filho premiado em vários festivais internacionais - pelo qual recebeu o Prêmio de Melhor Atriz Coadjuvante no Festival de Cinema de Goiânia. .
Nos últimos anos, participou de mais de 20 curtas produzidos no Rio Grande do Sul, tornando-se uma das atrizes favoritas da nova geração de cineastas gaúchos .
Também cantora, participou de gravações do grupo de seu marido, o músico Arthur de Faria. Entre 2009 e 2010 fez produção teatral e musical na Casa Elétrica Espaço de Cultura .
Em 2012, participou do especial da TV Globo Doce de Mãe, no papel de Florinha, a estressada esposa de Sílvio (Marco Ricca) . Recentemente, fez parte do elenco da grande produção "O tempo e o vento", de Jayme Monjardim , além do longa-metragem ainda não finalizado "Mar inquieto", de Fernando Mantelli 

## Carreira no Cinema e televisão[10]
- 2014: "Doce de mãe" (série).... Florinha
- 2013: "O tempo e o vento .... Arminda
- 2012: "Doce de Mãe" (telefilme) .... Florinha
- 2012: "Espia só" (longa documentário).... Diamantina [11]
- 2012: "Clarão de primavera" (curta)
- 2012: "Cinco maneiras de fechar os olhos" (longa)
- 2012: "Simplesmente eterno, eternamente simples" (curta)
- 2011: "Antônia" (curta) [12]
- 2011: "Benjamim C" (curta) [13]
- 2011: "Maurício" (curta)
- 2011: "Quem é Rogério Carlos" (curta) [14]
- 2011: "Três vezes por semana" (curta) [15]
- 2010: "Amigos bizarros do Ricardinho" (curta) [16]
- 2010: "Um conto à deriva" (curta) [17]
- 2010: "Estática" (curta)
- 2010: "Eu to cansado" (curta)
- 2010: "Lugares comuns que nunca sonhamos" (curta) [18]
- 2010: "Trocam-se Bolinhos por Histórias de Vida" (série "Histórias curtas" da RBS TV)
- 2009: "Os famosos e os duendes da morte" (longa).... mãe
- 2009: "O asilo" (curta)
- 2009: "Sem Sinal" (série "Histórias curtas" da RBS TV)
- 2009: "Vila Armour" (curta)
- 2008: "Sangue na lua"
- 2007: "O menino vai para a escola" (série "Escritores" da RBS TV)
- 2007: "O padeiro e as revoluções" (série "Escritores" da RBS TV)
- 2006: "Ainda Orangotangos"
- 2006: "Arroz doce" (curta) [19]

## Carreira no Teatro
- 2012: "Mulheres pessegueiro".... Betina Pessegueiro [20]
- 2012: "Pornopopéia" (radionovela) [21]
- 2010: "Stand up drama"
- 2008: "Uma simples aparência" (texto, atuação e direção) [22]
- 2007: "Salomé, o amor e sua sombra", baseado no texto de Oscar Wilde (diretora)
- 2005: "Vereda da salvação"
- 2004: "Antígona", direção de Luciano Alabarse
- 2003: "A história do príncipe que nasceu azul"
- 2000: "O pagador de promessas", direção de Roberto Oliveira